# Gradina (gmina Žabljak)
Gradina (cyr. Градина) – wieś w Czarnogórze, w gminie Žabljak. W 2011 roku liczyła 22 mieszkańców.